# La castellana di Aquila Nera
La castellana di Aquila Nera (Méltóságos kisasszony) è un film del 1937 diretto da Béla Balogh.

## Produzione
Il film fu prodotto dalla Hunnia Filmgyár e dalla Mozgóképipari

## Distribuzione
Il film in Italia venne distribuito nel 1943 dalla Titanus Distribuzione